# Stocklav
Stocklav (Parmeliopsis ambigua) är en lavart som först beskrevs av Franz Xaver von Wulfen och fick sitt nu gällande namn av William Nylander. 
Stocklav ingår i släktet Parmeliopsis och familjen Parmeliaceae. Arten är reproducerande i Sverige. Inga underarter finns listade i Catalogue of Life.

## Bildgalleri

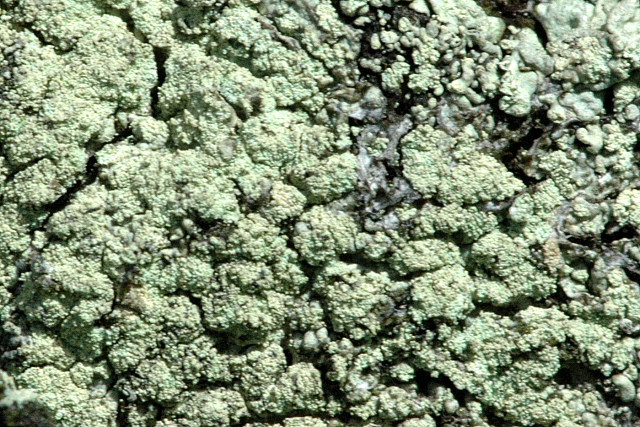
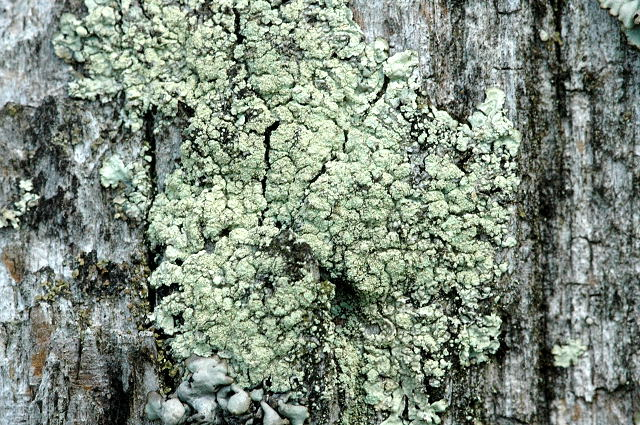
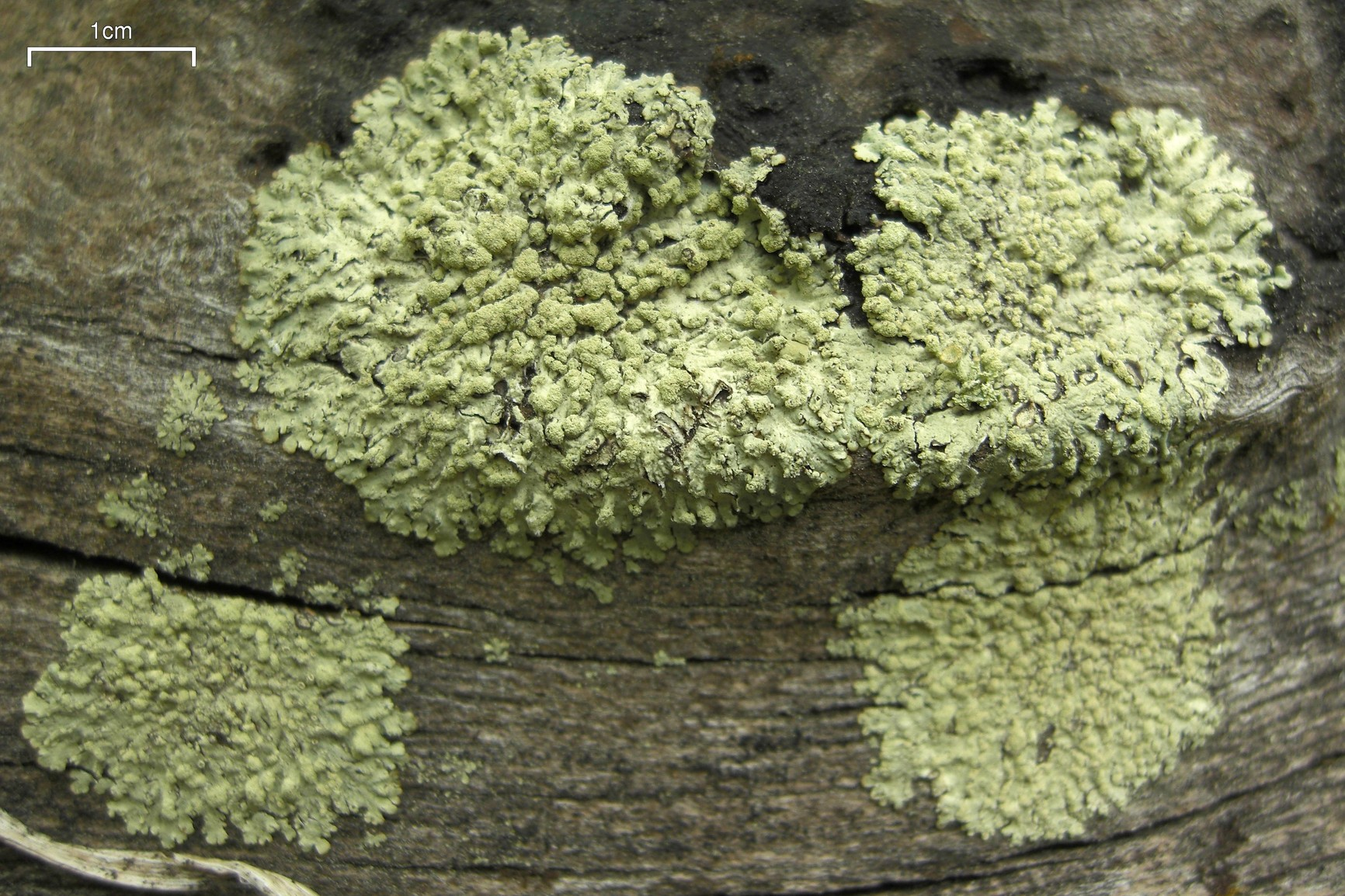
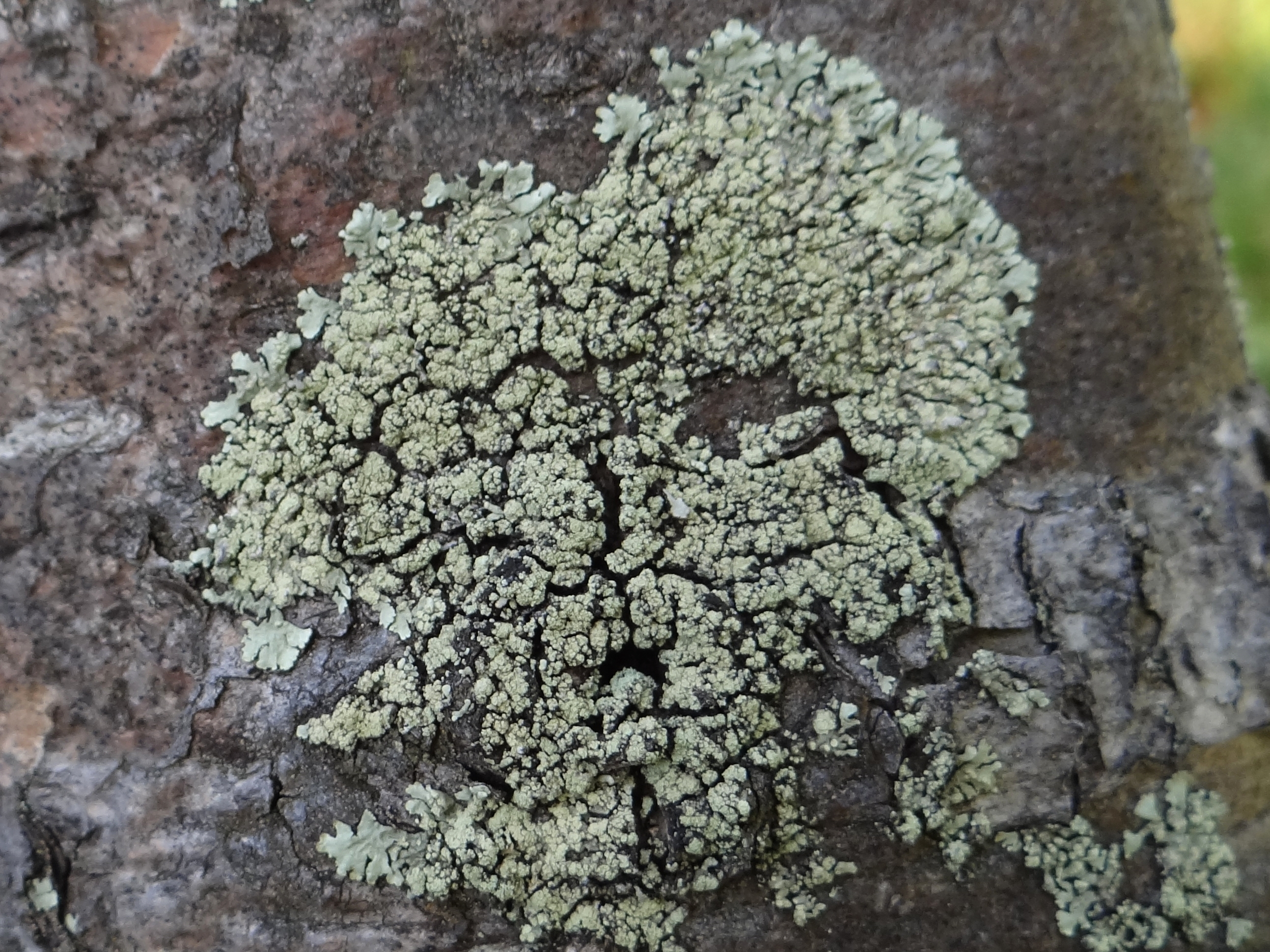
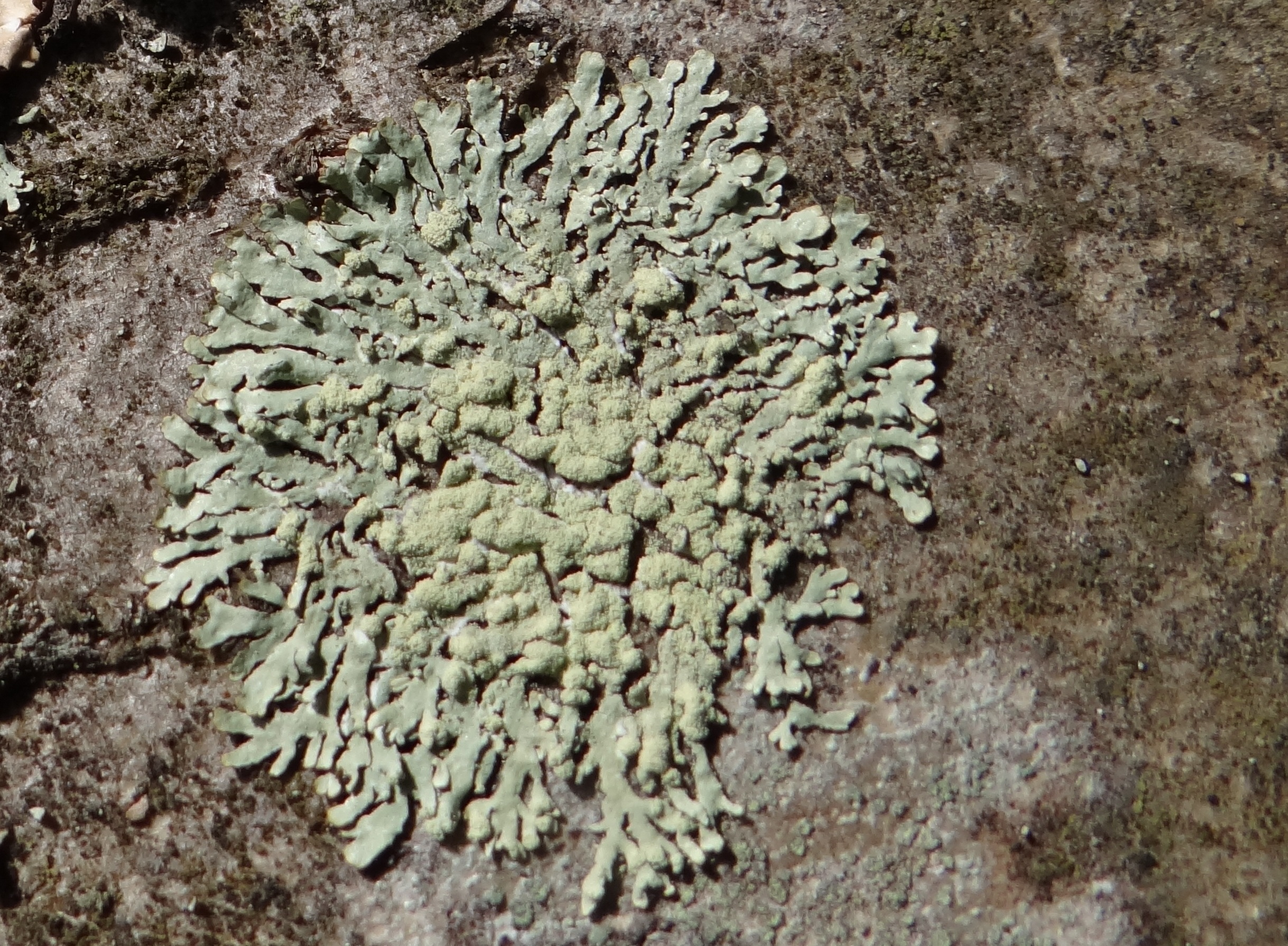
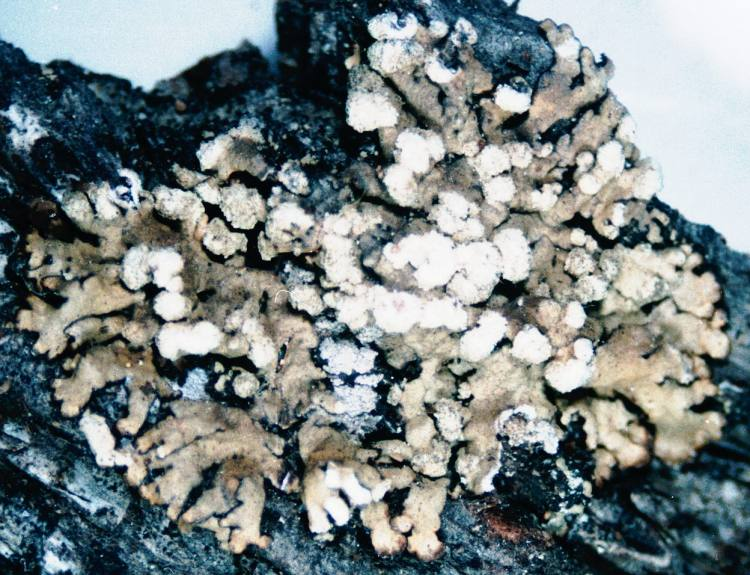
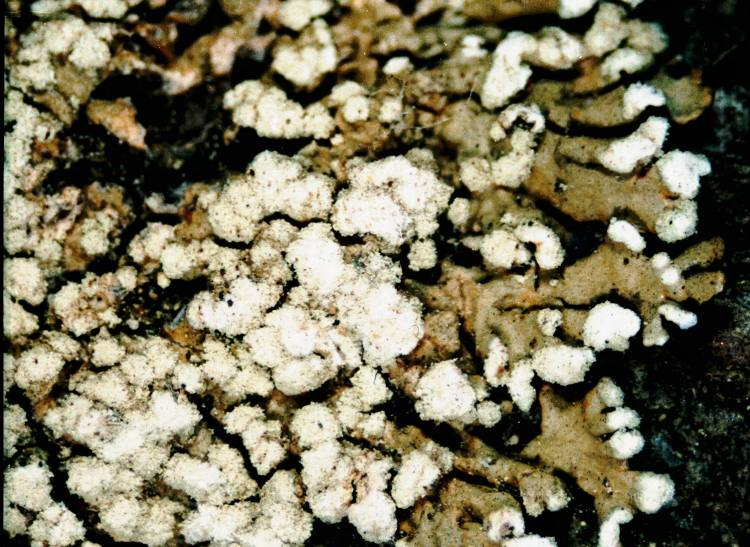
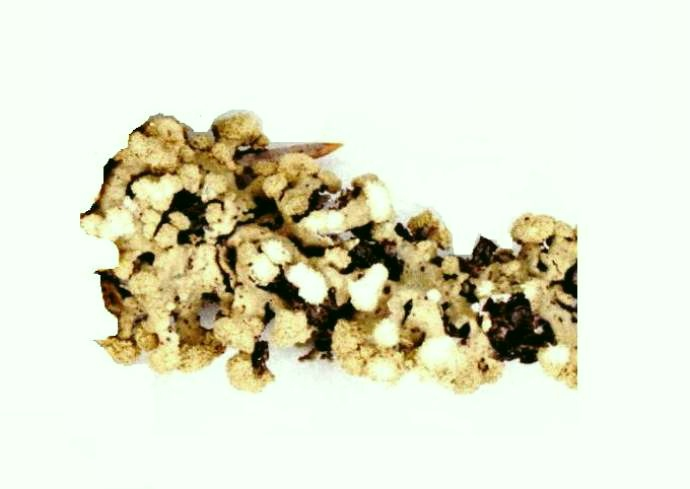
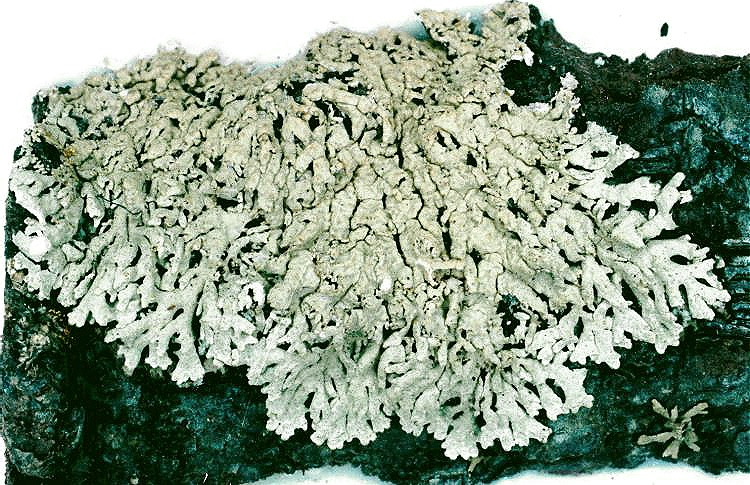
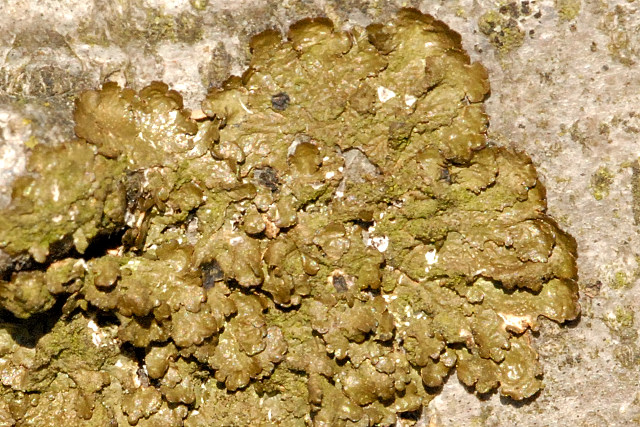
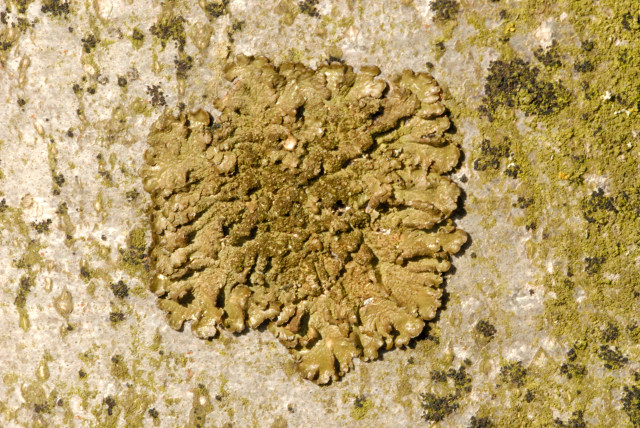